# Ellenabad
Ellenabad è una città dell'India di 32.786 abitanti, situata nel distretto di Sirsa, nello stato federato dell'Haryana. In base al numero di abitanti la città rientra nella classe III (da 20.000 a 49.999 persone).

## Geografia fisica
La città è situata a 29° 26' 60 N e 74° 39' 0 E e ha un'altitudine di 188 m s.l.m..

## Società

### Evoluzione demografica
Al censimento del 2001 la popolazione di Ellenabad assommava a 32.786 persone, delle quali 17.657 maschi e 15.129 femmine. I bambini di età inferiore o uguale ai sei anni assommavano a 5.074, dei quali 2.769 maschi e 2.305 femmine. Infine, coloro che erano in grado di saper almeno leggere e scrivere erano 18.847, dei quali 11.370 maschi e 7.477 femmine.